# 비치크래프트 T-34 멘토

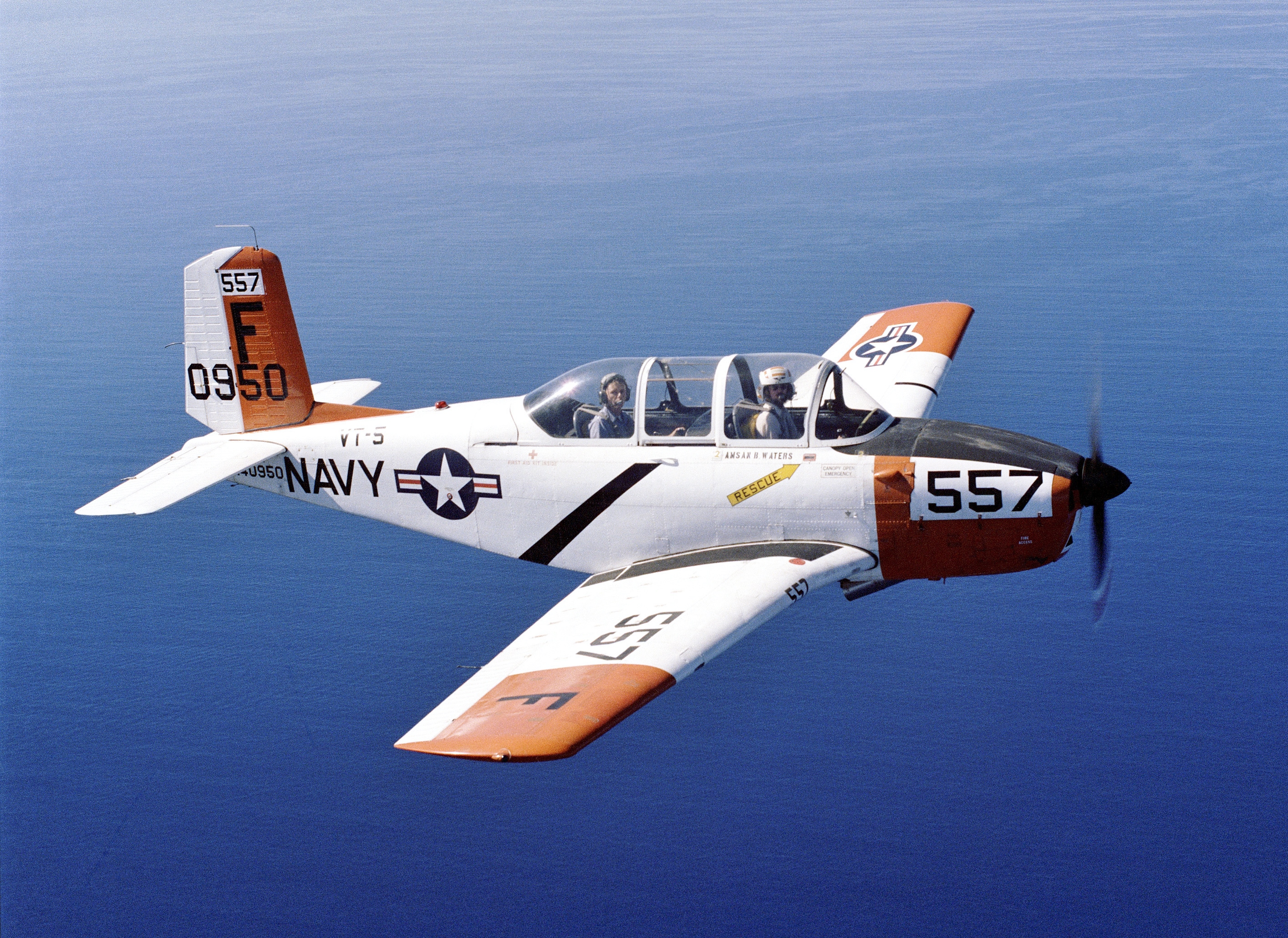
1976년 제5훈련비행대대(VT-5)의 T-34B 멘토 항공기

비치크래프트 T-34 멘토(Beechcraft T-34 Mentor) 또는 T-34 멘토는 비치크래프트 모델 35 보난자(Beechcraft Model 35 Bonanza)에서 파생된 미국의 프로펠러 구동, 단일 엔진 군용 훈련기이다. 1940년대 후반부터 1950년대까지 거슬러 올라가는 T-34의 초기 버전은 피스톤 엔진이었다. 이는 결국 터보프롭 엔진으로 구동되는 업그레이드된 T-34C 터보 멘토(Turbo-Mentor)에 의해 계승되었다. T-34는 처음 설계된 이후 70년이 넘게 운용되고 있다.

## 사양 (T-34C)

### 일반적 특성
- 승무원: 2
- 길이: 8.750m(28피트 8+1⁄2인치)
- 날개 길이: 10.157m(33피트 3+7⁄8인치)
- 높이: 2.92m(9피트 7인치)
- 날개 면적: 179.6평방피트(16.69m2)
- 공차 중량: 1,343kg(2,960lb)
- 최대 이륙 중량: 4,300 lb (1,950 kg) (T-34C-1 무기 훈련기 5,500 lb (2,500 kg))
- 연료 용량: 130 US gal(110 imp gal, 490 L)
- 동력장치: 1 × Pratt & Whitney Canada PT6A-25 터보프롭, 550 shp (410 kW)
- 프로펠러: 3엽 Hartzell 정속

### 성능
- 순항 속도: 5,200m(17,000피트)에서 214노트(246mph, 396km/h)(최대 순항)
- 실속 속도: 53노트(61mph, 98km/h)(플랩 다운, 전원 꺼짐)
- VNE(Never exceed speed): 280kn(320mph, 520km/h)
- 범위: 180노트(210mph, 330km/h) 및 20,000피트(6,100m)에서 708nmi(815마일, 1,311km)
- 서비스 한도: 9,100m(30,000피트)
- g 한계: +6, -3
- 상승 속도: 1,480ft/min(7.5m/s)

### 군비
- 하드포인트: 내부 600lb(272kg), 외부 300lb(136kg), 총 1,200lb(544kg) 용량의 4개

## 설계 및 개발
T-34는 월터 비치(Walter Beech)의 구상에서 탄생한 항공기로, 당시 새로운 훈련기 개발을 위한 국방 예산이 없는 상황에서 비치가 민간 자금으로 개발한 비치크래프트 모델 45(Beechcraft Model 45)였다. 그는 이 항공기를 미군 전역에서 사용 중이던 노스아메리칸 T-6/SNJ 텍산(North American T-6/SNJ Texan)의 경제적인 대안으로 판매하길 희망했다.

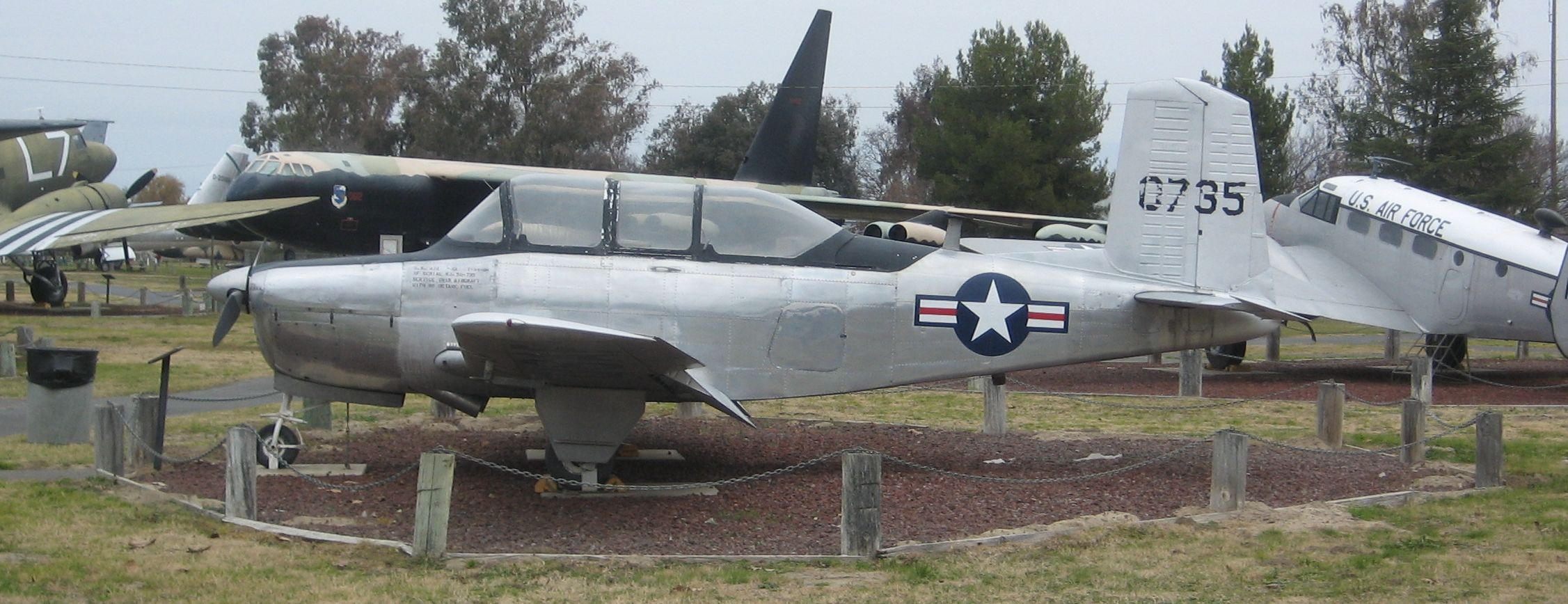
캘리포니아 애트워에 위치한 구 캐슬 공군기지(Castle AFB)의 캐슬 항공박물관에는 YT-34 기체가 전시되어 있다.

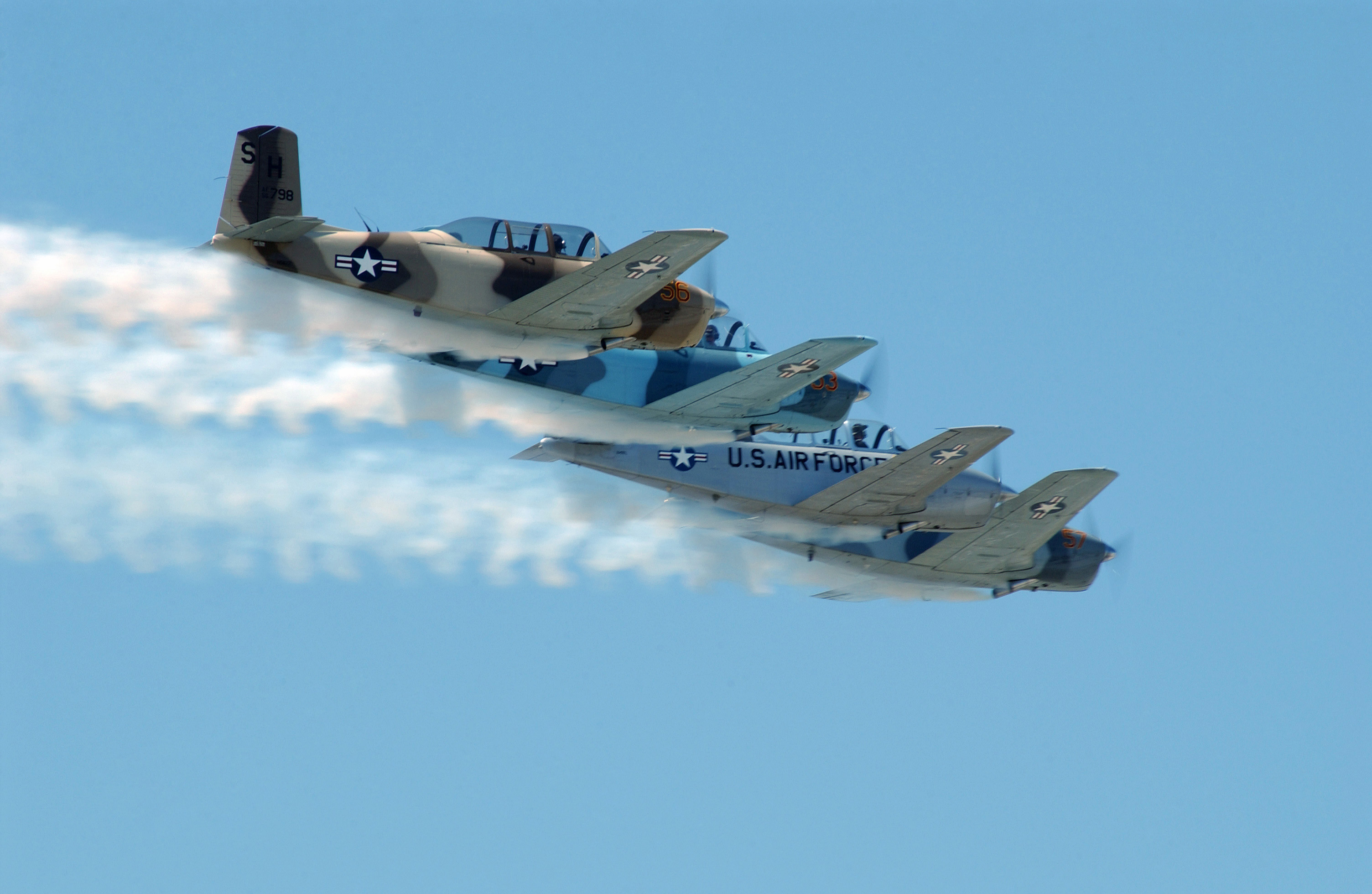
2004년 캘리포니아의 마치 공군 예비기지(March Air Reserve Base)에서는 마치 필드 에어로 클럽 소속 T-34 항공기들이 운영되었다.

모델 45의 초기 설계안은 세 가지였으며, 그중 하나는 보난자(Bonanza)의 상징적인 V자 꼬리날개를 포함하고 있었다. 하지만 1948년에 완성된 최종 설계는 보다 보수적인 군 당국의 요구에 따라 전통적인 꼬리 조종면을 채택했다. (이 수직 꼬리날개는 약 10년 후 쌍발 민간 항공기인 트래블 에어에도 채용된다.) 보난자의 4인승 동체는 훈련 조종사와 교관이 탑승할 수 있는 2인승 직렬 콕피트와 버블 캐노피가 장착된 좁은 동체로 교체되었다. 이는 훈련생과 교관 모두에게 뛰어난 시야를 제공했다. 구조적으로 모델 45는 보난자보다 훨씬 강력하게 제작되어 양(+) 10G와 음(−) 4.5G를 견디도록 설계되었으며, 탑재된 콘티넨탈 E-185 엔진은 이륙 시 출력이 185마력으로, T-6의 엔진 출력의 3분의 1 수준에 불과하지만, 동시대 보난자 기체에 장착된 것과 동일한 엔진이었다.
시제기 이후에는 세 대의 모델 A45T 항공기가 제작되었으며, 그중 두 대는 시제기와 동일한 엔진을 사용했고, 세 번째는 콘티넨탈 E-225 엔진(Continental E-225)을 장착했다. 이 세 번째 기체는 양산형에 가까운 모델이었다. 본격적인 생산은 1953년에 시작되어, 비치크래프트는 미 공군(United States Air Force)에 T-34A를, 수출용으로는 유사한 모델 B45를 납품하기 시작했다. 1955년에는 미 해군(USN)을 위한 T-34B 생산이 시작되었으며, 두 군의 요구사항 차이에 따라 여러 변경 사항이 반영되었다. 예를 들어 T-34B는 노즈휠 조향 대신 지상 조종을 위한 차등 브레이크 시스템을 사용했고, 날개에는 추가 상반각(wing dihedral)이 적용되었으며, 조종석 좌석이 움직이는 T-34A와 달리, 조종사 신장 차이를 고려하여 조절 가능한 러더 페달이 장착되었다. T-34A의 생산은 1956년에 완료되었고, T-34B는 1957년 10월까지 생산되었다. B45 모델은 캐나다(캐나다 카 앤 파운드리에서 125기), 일본(후지 중공업에서 173기),[2] 아르헨티나(FMA에서 75기)에서 라이선스 생산되었으며, 이들은 1958년까지 생산되었다. 비치크래프트는 1959년에 마지막 모델 B45 항공기를 납품했다. 미국 및 해외에서 생산된 콘티넨탈 엔진 버전 T-34 항공기의 총 생산량은 1,904대였다.

### 모델 73 제트 멘토

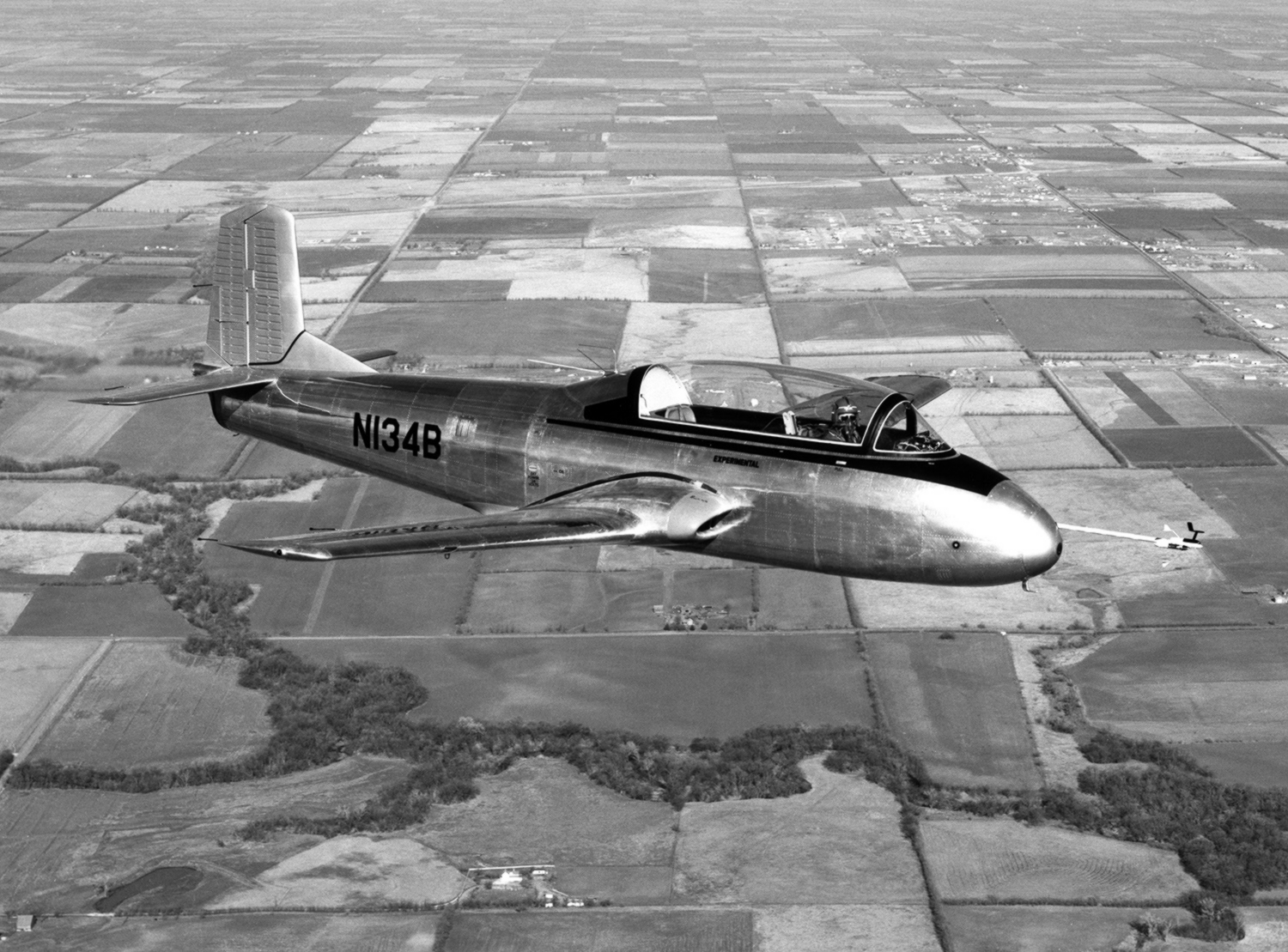
모델 73 제트 멘토

1955년, 비치크래프트는 제트 엔진을 장착한 파생형 항공기를 다시 민간 자금으로 개발했으며, 이 역시 미군의 계약을 따내기 위한 목적이었다. 모델 73 제트 멘토는 기존의 피스톤 엔진 항공기와 많은 부품을 공유했으며, 주요 외형상의 차이점으로는 조종석이 동체 전방으로 재설계되어 위치가 옮겨졌고, 제트 엔진에 공기를 공급하는 공기 흡입구가 날개 근처(윙 루트)에 배치되었다는 점이다. 이 흡입구는 동체 후방에 장착된 단일 콘티넨탈 J69 제트 엔진(추력 920파운드, 약 4.1kN)에 공기를 공급했다.
모델 73의 첫 비행은 1955년 12월 18일에 이루어졌으며, 등록번호는 N134B였다. 이 항공기는 미 공군(USAF)에 의해 시험평가를 받았지만, 공군은 세스나 T-37을 채택했고, 미 해군(USN)은 템코 TT 핀토(Temco TT Pinto)를 선택했다. 해군은 메릴랜드주 팻서전트 리버 해군 항공시험센터(NAS Patuxent River)에서 초기 시험을 마친 뒤, 1959년 TT 핀토를 제트 추진 훈련기로 사용할 수 있는지를 시험했다. 그러나 1960년 12월까지 해당 항공기의 사용을 중단하고 모든 기체를 폐기했으며, 다시 피스톤 엔진 기반의 T-34B 멘토와 노스 아메리칸 T-28 트로잔을 기본 비행 훈련기종으로 복귀시켰다. 비치크래프트 모델 73은 양산되지 않았으며, 현재 유일한 시제기는 캔자스 항공 박물관(Kansas Aviation Museum)에 전시되어 있다.

### T-34C 터보-멘토

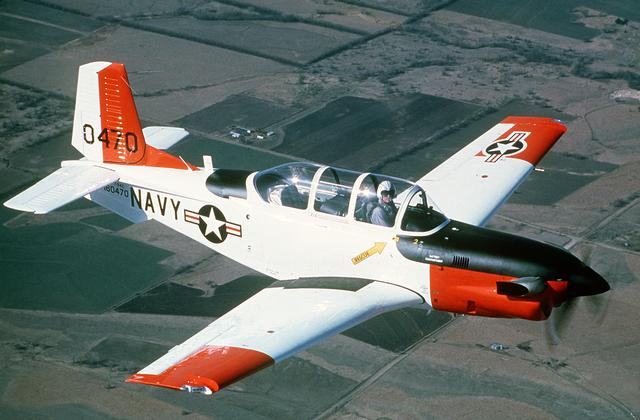
T-34C 터보-멘토는 기존 B형(피스톤 엔진 모델)과 비교해 길어진 기수와 프로펠러 뒤 양쪽에 위치한 배기구로 쉽게 구분되며, 이는 터보프롭 엔진을 수용하기 위한 구조이다.

약 15년간의 생산 중단 이후, 프랫 앤 휘트니 캐나다 PT6A-25 터보프롭 엔진을 장착한 T-34C 터보-멘토가 1973년에 개발되었다. 기존 T-34의 보난자/디보네어(Bonanza/Debonair) 스타일 날개는 더 큰 비치 바론(Beech Baron)의 변형 날개로 교체되었고, 착륙 장치 또한 보난자/디보네어 스타일에서 더 대형 기체인 비치 듀크(Beech Duke)의 착륙 장치로 대체되었다.
개발은 미 해군의 요청에 따라 진행되었으며, 해군은 두 대의 T-34B를 개조용으로 제공했다. 이 두 대는 PT6 엔진으로 재장착되었고, YT-34C로 재지정되어 첫 번째 기체는 1973년 9월 21일 터보프롭 엔진을 장착한 채 첫 비행에 성공했다. 멘토의 생산은 1975년에 재개되어, 미 해군용 T-34C와 1977년 수출용 무장형 T-34C-1의 납품이 시작되었다. T-34C-1은 날개 아래 네 개의 하드포인트(무장 장착점)를 갖춘 것이 특징이다. 터보-멘토의 마지막 기체는 1990년에 생산 라인을 떠났다.
1970년대 후반부터 T-34C는 해군 항공훈련사령부(Naval Air Training Command)를 통해 미 해군, 해병대, 해안경비대는 물론 여러 NATO 및 동맹국 소속 해군 조종사와 항공 장교 양성에 사용되었다. 35년 이상의 운용 이후, T-34C는 완전히 T-6 텍산 II로 대체되었다.

## 운용 이력

### 미국 공군 및 민간항공순찰대
모델 45의 첫 비행은 1948년 12월 2일, 비치크래프트 시험 조종사 번 카스턴스(Vern Carstens)에 의해 이루어졌다. 1950년, 미 공군(USAF)은 세 대의 모델 A45T 시험기를 주문했으며, 이들은 군용 제식명 YT-34로 지정되었다. 새로운 훈련기를 선정하기 위한 오랜 경쟁 끝에, 미 공군은 1953년에 모델 45를 T-34A 멘토(Mentor)로 채택했고, 미 해군은 1955년 5월 T-34B를 도입했다.
광범위한 시험을 거친 후, 미 공군은 1953년 초 T-34A를 양산형 훈련기로 채택했다. 첫 생산형 T-34A는 1953년 10월 캘리포니아 에드워즈 공군기지에 인도되어 평가에 사용되었고, 1954년부터 공군 항공훈련사령부(ATC)에 본격적으로 납품되었다. T-34A는 미국 남부의 계약 비행훈련기지들에서 노스 아메리칸 AT-6 텍산을 대체하여 초기 기본훈련기로 사용되었으며, 이후 훈련생들은 중간 단계 훈련을 위해 노스 아메리칸 T-28A 트로잔으로 전환되었다.
T-34A는 1950년대 후반 세스나 T-37 트윗(Tweet) 제트 훈련기의 도입으로 T-28A와 함께 점차 퇴역했다. 이는 공군 항공훈련사령부가 미국 내 각 공군기지에서 학사 조종사 교육(UPT) 체계를 도입하고, 계약 훈련기지를 단계적으로 폐쇄한 것과 맞물려 있었다. 이후 퇴역한 다수의 T-34A는 미국 및 해외 공군기지의 공군 항공클럽으로 이관되었다. 미 공군은 총 450대의 T-34A를 도입했다.

### 미 육군
1990년 이전 어느 시점에, 미 육군은 미 해군에서 퇴역한 T-34C 항공기 6대를 인수받았다. 이 항공기들은 캘리포니아 에드워즈 공군기지(Edwards Air Force Base)와 노스캐롤라이나 포트 브래그(Fort Bragg)에서 시험 플랫폼 및 추적기(chase plane) 용도로 사용되었다.

### 미 항공우주국
캘리포니아 에드워즈에 위치한 NASA 암스트롱 비행연구센터(NASA Armstrong Flight Research Center )는 두 대의 T-34C 항공기를 운용한 바 있다. 첫 번째 항공기는 오하이오 클리블랜드에 있는 NASA 글렌 연구센터(Glenn Research Center)에서 터보프롭 엔진 관련 추진력 실험에 사용되었으며, 1996년에 추적기용으로 드라이든 센터로 이관되었다. 이 항공기는 2002년에 다시 미 해군에 반환되었다.
두 번째 T-34C는 2005년 초, 퇴역 예정이던 메릴랜드 NAS 팻서전트 리버의 해군 항공전투센터 항공기 부서(NAWCAD)에서 NASA가 인수한 것이다. 암스트롱 센터에서 이 T-34C는 주로 무인기(UAV)를 추적하는 데 사용된다. NASA의 F/A-18 미션 지원기는 속도가 너무 빨라 저속 비행 중인 무인기를 추적하기에 부적절하기 때문에, T-34C가 그 역할을 대신 수행한다. NASA 미션 지원 추적기로 운용될 경우, 후방 좌석에는 사진가나 비행시험 엔지니어가 탑승하여 임무를 수행한다. 또한 T-34C는 조종사들의 비행 숙련도 유지를 위한 훈련 비행에도 사용된다.

### 미국 외 군사 운용
2007년 기준으로 멘토 항공기는 여러 국가의 공군과 해군에서 여전히 사용되고 있었다.
1978년부터 아르헨티나 해군항공대는 T-34C 터보-멘토를 기본 훈련기로 운용했으며, 1 해군항공부대(훈련) 소속이었다. 이와 함께 15대의 T-34C-1 경공격기가 4 해군항공공격비행대를 구성했다. 1982년 포클랜드 전쟁 당시, 네 대의 T-34C-1이 1982년 4월 25일 포트 스탠리에 배치되어 주로 정찰 임무에 투입되었다.
영국군과의 주요 교전은 1982년 5월 1일에 발생했으며, 이때 세 대의 터보-멘토가 버클리 사운드(Berkeley Sound) 지역에서 영국 왕립해군의 웨스트랜드 시킹 헬리콥터를 공격했다. 그러나 HMS 인빈서블 함에서 출격한 801 해군항공대 소속의 워슨 중위('Soapy' Watson)와 워드 해군소령('Sharky' Ward)이 조종하는 시 하리어기에 의해 요격당했다. 이 과정에서 워드의 기체에서 발사된 기관포 사격으로 T-34C 한 대가 손상을 입었다.
네 대의 T-34C-1 터보-멘토는 이후에도 몇 차례 정찰 임무를 수행했으나, 1982년 5월 15일 페블 아일랜드에 대한 SAS 특수부대의 기습 작전에서 보르본 기지로 재배치된 이들은 전부 파괴되었다. 이들 항공기 잔해는 한동안 섬에 남아 있었으나, 1983년 6월 10일에 0729/(1-A)411 기체가 회수되어 이후 플리트 에어 암 박물관(Fleet Air Arm Museum)에 전시용으로 보관되었다.

### 민간 운용

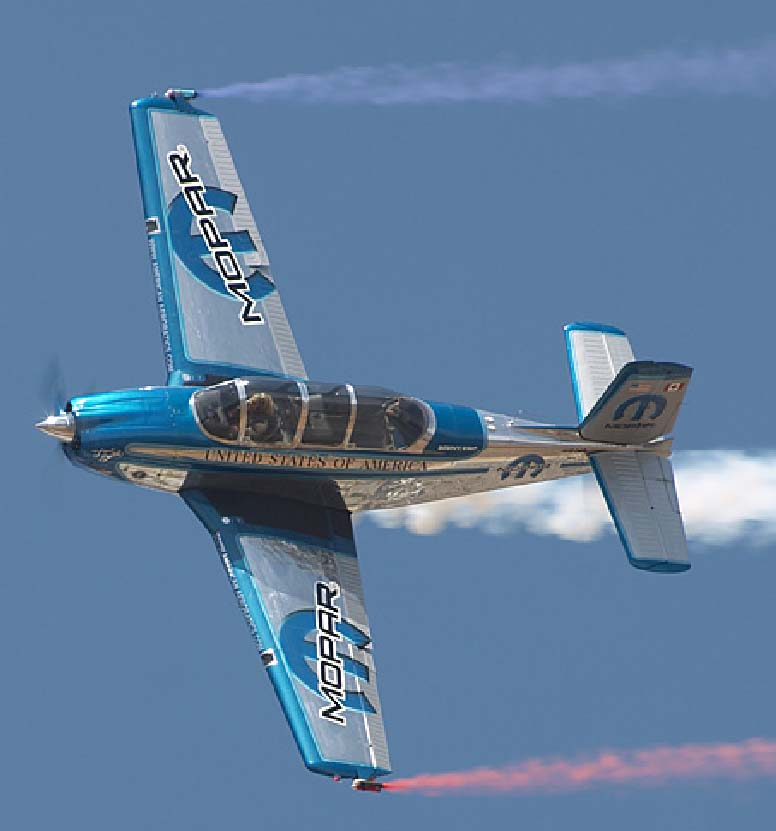
줄리 클라크가 2006년경 T-34 "프리 스피릿"을 조종하는 모습입니다.

2004년, 모의 전투 비행 중 구조적 결함으로 인한 일련의 추락 사고가 발생하면서, 미국 연방항공국(FAA)은 모든 미국 민간 보유 T-34A/B 기체에 대해 운항 금지 조치를 내렸다. 이후 이 운항 금지는 완화되어 특정 비행 제한 구역 내에서만 운항이 허용되었다. FAA와 협의된 일련의 비행 적합성 지침(AD, Airworthiness Directives)과 대체 준수 방법(AMOCs)을 통해, 날개 스파의 승인된 구조 보강 및 기타 수리가 이루어졌으며, 2011년에는 해당 AD 및 AMOCs 조건을 충족하는 개별 기체에 한해 T-34A와 T-34B 기체들이 원래 설계한 제한 내에서 완전한 비행 허가를 받았다. 멘토는 민간 에어쇼 시범 비행 팀인 리마 리마 플라이트 팀(Lima Lima Flight Team)과 드래곤 플라이트(Dragon Flight)에서 사용하는 항공기이다.[출처 필요] 또한 곡예비행 조종사 줄리 클라크(Julie Clark)가 자신의 T-34 "프리 스피릿"(등록번호 N134JC)을 에어쇼에서 조종했다. 2024년, 아폴로 8호 달 착륙선 조종사 빌 앤더스(Bill Anders)가 미국과 캐나다 국경 근처에서 T-34를 조종하던 중 추락 사고로 사망했다.

## 운용 국가

### 군용
- 알제리
- 아르헨티나
- 볼리비아
- 캐나다
- 칠레
- 콜롬비아
- 에콰도르
- 엘살바도르
- 프랑스
- 가봉
- 인도네시아
- 일본
- 멕시코
- 모로코
- 페루
- 필리핀
- 사우디아라비아
- 스페인
- 중화민국
- 튀르키예
- 미국
- 우루과이
- 베네수엘라

### 민간용
- 튀르키예
- 미국

## 같이 보기
- T-6 텍산 II